# دنیز بلوش
دنیز بلوش (فرانسوی: Denise Bloch‎; ۲۱ ژانویهٔ ۱۹۱۶ – ۵ فوریهٔ ۱۹۴۵) یک فرد نظامی اهل فرانسه بود.
بلوش مأمور مخفی و از اعضای مقاومت فرانسه بود که در زمان جنگ جهانی دوم برای بخش عملیات اجرایی ویژه بریتانیا فعالیت می‌کرد. او توسط آلمانی‌ها دستگیر شد و در اردوگاه کار اجباری راونسبروک اعدام شد.